# Battlecross
Battlecross est un groupe de heavy metal américain originaire de Canton, dans le Michigan. Le groupe caractérise sa sonorité sous le terme de « blue collar thrash metal ». Battlecross est formé en 2003 par Tony Asta et Hiran Deraniyagala. En 2010, Battlecross fait paraître un album indépendant, Push Pull Destroy. Le deuxième album studio du groupe, Pursuit of Honor, est publié en août 2011. Il est suivi deux ans plus tard, en 2013, par un troisième album, War of Will. En 2015 sort leur quatrième album studio, Rise to Power.

## Biographie

### Débuts (2003–2010)
Le groupe est formé en 2003 par Tony Asta et Hiran Deraniyagala à Canton, dans le Michigan, lieu où ces voisins et amis d'enfance ont étudié au Salem High School. En 2007, ils engagent le batteur Mike Kreger. 
En 2008 et 2010 respectivement, le bassiste Don Slater et le chanteur Kyle « Gumby » Gunther se joignent au groupe. Ensemble, ils jouent dans des soirées locales autour de Détroit et dans le midwest, et participent aux côtés de Dying Fetus, GWAR, DevilDriver, The Absence, Vital Remains et The Faceless.

### Pursuit of Honor(2011–2012)
En 2010, Battlecross fait paraître un album indépendant, Push Pull Destroy. Fin 2010, le groupe attire l'attention de Metal Blade Records tandis que les membres remplaçait le chanteur, Marshall Wood. Le groupe fait appel à Kyle « Gumby » Gunther du groupe Flint. Gunther participe au nouvel enregistrement de l'album et à la réécriture du titre Aiden, qui sera renommé Kaleb. 
Le deuxième album studio du groupe, Pursuit of Honor, est publié en août 2011, et distribué par Metal Blade Records ; il a été enregistré au Random Awesome Recording Studio à Bay City, Michigan et produit par Josh Schroeder. Pursuit of Honor présente trois singles. Push Pull Destroy, Man of Stone et Breaking You, qui combinées, ont passé 50 semaines dans la liste des chansons demandées au SiriusXM Liquid Metal, avec Push Pull Destroy à la tête de la liste pendant cinq semaines au printemps 2012. Le vidéoclip du single recense plus d'1,8 million de vues sur YouTube.

### War of Will(2013–2014)

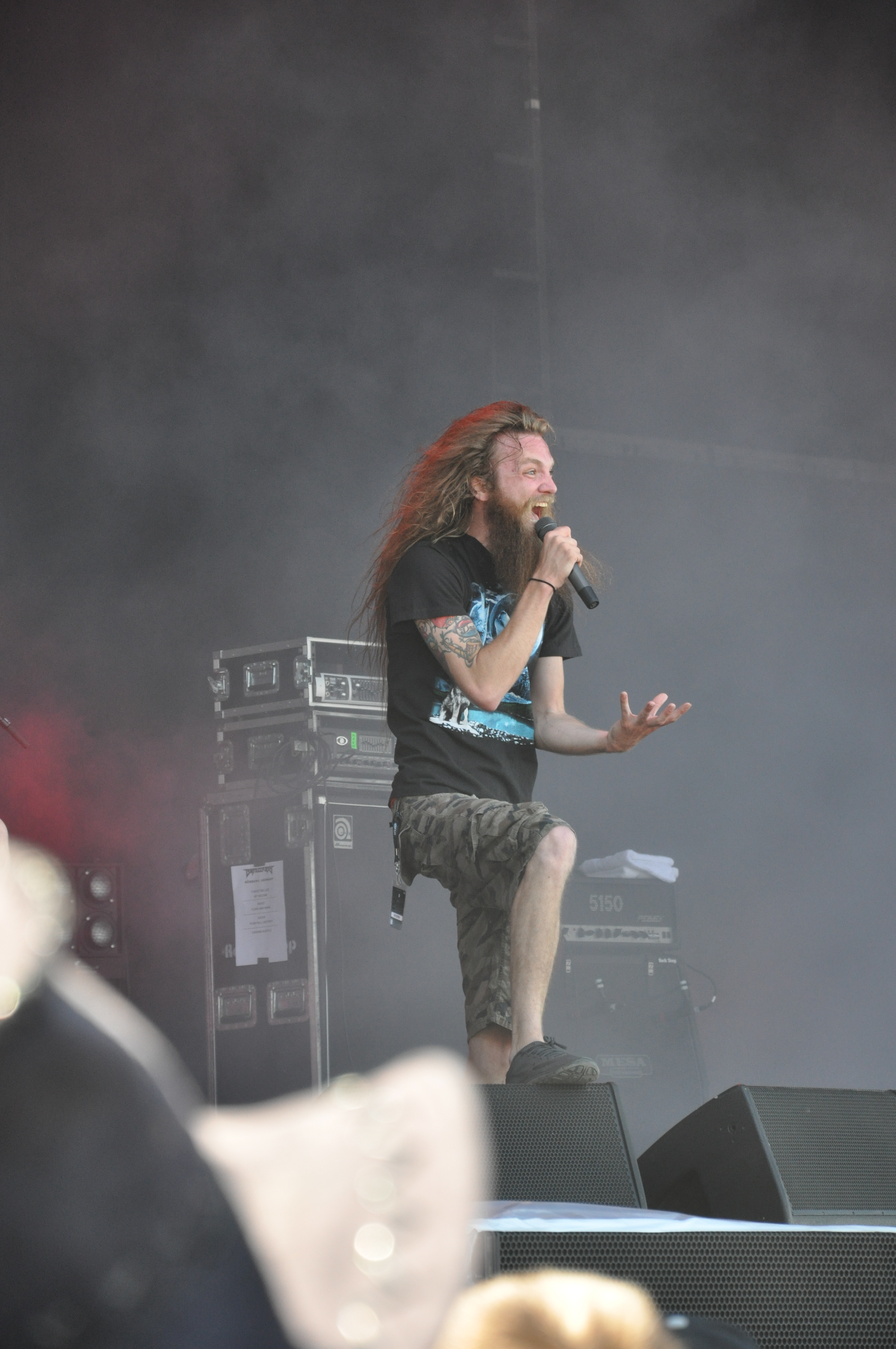
Battlecross, sur scène au Rock am Ring en 2014.

Au début de 2013, le groupe poursuit ses enregistrements au studio en mars. Le groupe débute immédiatement après la sortie de l'album la tournée Another Year, Another Tour aux côtés d'In Flames, de Demon Hunter, d'All Shall Perish pour les dates nord-américaines. Lewis, responsable de la production et ingénieur du son pour des groupes tels que The Black Dahlia Murder, Trivium et Deicide explique : « je suis impatient de participer au prochain enregistrement de Battlecross. Au moment où j'ai entendu leur musique, j'ai tout de suite voulu participer au développement. Entendre la nouvelle musique a solidifié cette sensation. Travailler avec nos bons amis de Metal Blade et apporter du son nouveau aux masses, il n'y a que ça de vrai. »
En avril 2013, le label du groupe annonce l'arrivée du batteur Shannon Lucas, anciennement des groupes All That Remains et The Black Dahlia Murder, pour le nouvel album de Battlecross, War of Will, qui est annoncé et publié en été 2013 Le premier single de l'album Force Fed Lies est publié, et mis en ligne le 29 mai 2013. En 2013, le batteur Michael Kreger quitte le groupe pour des raisons personnelles. Kevin Talley de Six Feet Under est annoncé pour les sessions de batterie lors des tournées New England Metal and Hardcore Festival et Orion Music + More. Talley, qui jouait avec Dååth, Chimaira, Misery Index, Nothnegal et Dying Fetus, explique « j'ai eu la chance de les [Battlecross] voir jouer au Trespass America et au Scion A/V Metal Blade et c'était super ! New England Metal and Hardcore Festival et Orion Music + More sont une occasion pour les groupes de se produire. »
En mars 2014, Battlecross embarque pour une tournée américaine de six semaines en soutien au groupe canadien Protest the Hero, jouant avant The Safety Fire, Intervals et Night Verse]. En juin 2014, Battlecross prend part au Graspop Metal Meeting en Belgique. Le samedi 14 juin 2014, Battlecross joue au Red Bull Live Stage au Download Festival à Donington Park, Leicestershire, en Angleterre.

### Rise to Power(depuis 2015)
Le groupe revient deux ans après la sortie de War of Will. Au début de 2015, Battlecross publie une nouvelle chanson intitulée Not Your Slave, issue de leur prochain album à venir, Rise to Power. L'album est annoncé à l'échelle internationale au label Metal Blade Records le 21 août 2015. L'album est produit par Jason Suecof, et mixé et masterisé par Mark Lewis aux Audiohammer Studios. La pochette est effectuée par l'artiste hongrois Péter Sallai (Sabaton, Sacred Steel).

## Discographie

### Albums studio
- 2010 : Push Pull Destroy
- 2011 : Pursuit of Honor
- 2013 : War of Will
- 2015 : Rise to Power

### Démo et singles
- 2005 : Demo (démo)
- 2013 : Hostile (single ; issue de War of Will)

## Vidéographie
- 2011 : Push Pull Destroy
- 2011 : Kaleb
- 2013 : Flesh and Bone
- 2013 : Never Coming Back
- 2014 : My Vaccine
- 2014 : Absence

## Membres

### Membres actuels
- Tony Asta – guitare (depuis 2003)

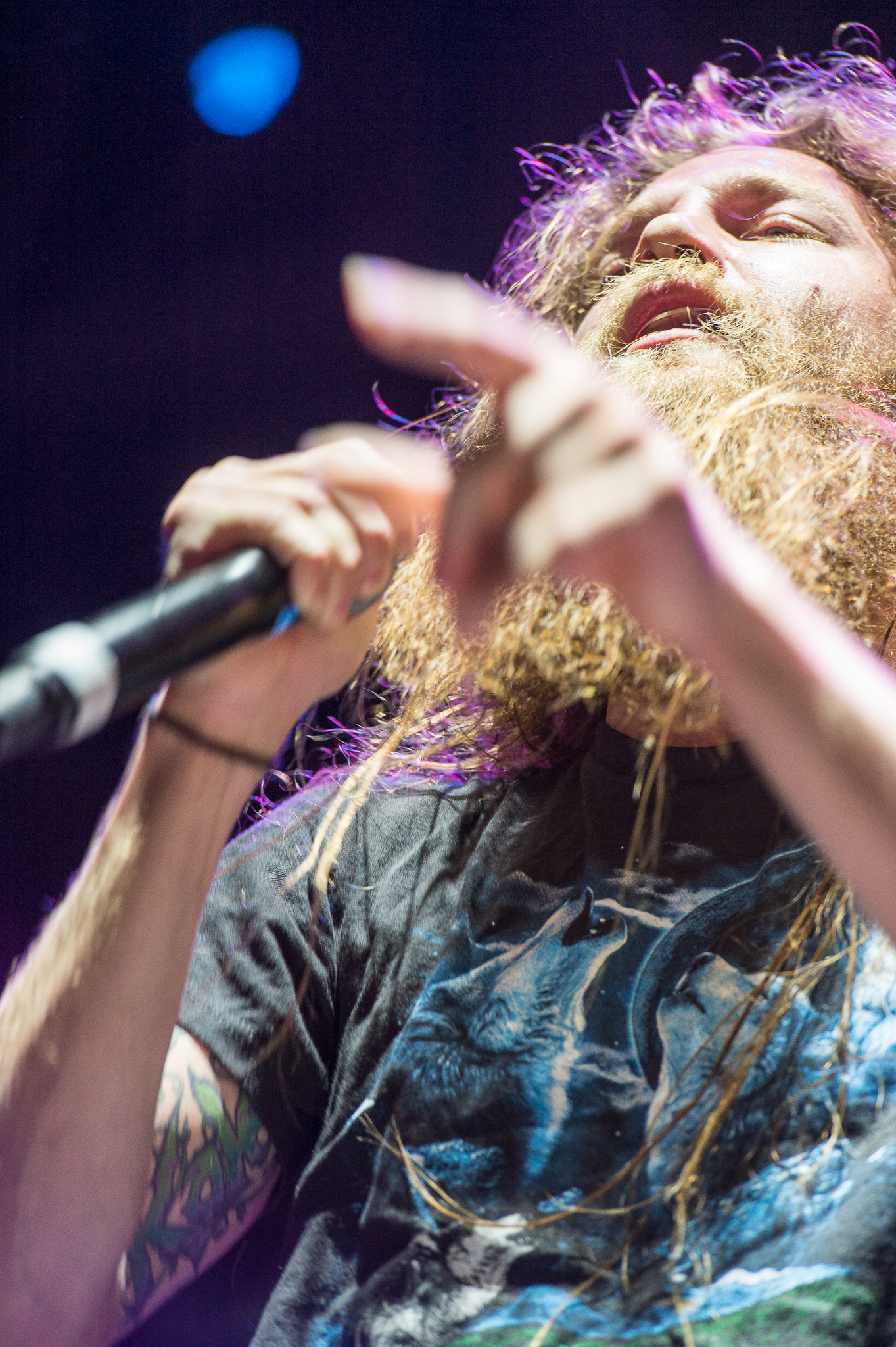
Kyle Gumby Gunther en 2014.

- Hiran Deraniyagala – guitare (depuis 2003)
- Don « Hulkamania » Slater – basse (depuis 2008)
- Kyle « Gumby » Gunther – chant (depuis 2010)

### Membres de tournée
- Josean Orta – batterie (2012, dates canadiennes)
- Kevin Talley – batterie (2013)
- Adam Pierce - batterie (2013)
- Shannon Lucas - batterie (2013–2014)

### Anciens membres
- Jay Saling – basse, chant
- Jason Leone – batterie
- Mike Kreger – batterie (2007–2013)
- Marshall Wood – chant (2006–2010)
- Michael Heugel - batterie
- Alex Bent - batterie (2014-2015)